# Abbaye de Donndorf
L’abbaye de Donndorf est une ancienne abbaye cistercienne à Donndorf, ancienne commune devenue un quartier de Roßleben-Wiehe, en janvier 2019.

## Histoire
Le couvent de Donndorf se situe à l'ouest de Donndorf, derrière une petite forêt au sud-est, relié à une route vers Donndorf, au bord du bassin de Thuringe.
L'abbaye est mentionnée pour la première fois dans des documents en 1250, au moment de sa création dans le comté de Wiehe-Rabinswalde (de). Avant 1272, les religieuses cisterciennes de l'abbaye de Bachra (de) s'installent très probablement à Donndorf.
Pendant la guerre des Paysans allemands en 1525, ceux-ci prennent d'assaut le site. Au lendemain des troubles de la Réforme protestante, le couvent est dissous en 1541 et transformé en école latine par Christoph von Werthern (1512-1566) et ses frères après la mort de la dernière religieuse nommée Felicitas Hackin. Les seigneurs de Werthern-Wiehe sont propriétaires du couvent à partir de 1541 et les seigneurs de Werthern-Bachra en 1869.
Dès lors, l'ancienne église abbatiale sert de lieu de sépulture à la branche de la famille, comme en témoigne la crypte encore conservée aujourd'hui. 170 hectares de terres et 250 hectares de forêt sont cultivés. En 1928, l'abbaye est incorporée à Donndorf. En septembre 1945, la famille von Werthern est expropriée sans indemnisation à la suite de la réforme agraire. L'école, qui est ajoutée au côté sud du bâtiment abbatiale en 1887 et est construite comme un bâtiment solide de trois étages, est démolie en 1947 en tant que symbole de la domination aristocratique. De 1994 à 1996, les bâtiments les plus importants du monastère sont rénovés pour un coût de 6 millions d'euros. En 1996, la Ländliche Heimvolksschule s'y installe.